# San Nicolò d'Arcidano
San Nicolò d'Arcidano (en sard, Arcidanu) és un municipi italià, dins de la província d'Oristany. L'any 2007 tenia 2.912 habitants. Es troba a la regió de Campidano di Oristano. Limita amb els municipis de Guspini (VS), Mogoro, Pabillonis (VS), Terralba i Uras.

## Administració
| Període | Identitat     | Partit        |
| ------- | ------------- | ------------- |
| 2005-   | Emanuele Cera | Llista cívica |